# Maxime Lagacé
Maxime "Max" Lagacé, född 12 januari 1993, är en kanadensisk professionell ishockeymålvakt som spelar för Färjestad BK i SHL.
Han har tidigare spelat för Vegas Golden Knights och Pittsburgh Penguins i NHL; Texas Stars, Chicago Wolves, Providence Bruins och Wilkes-Barre/Scranton Penguins i AHL; Missouri Mavericks, Bakersfield Condors och Idaho Steelheads i ECHL samt Prince Edward Island Rocket, Cape Breton Screaming Eagles, Cataractes de Shawinigan och Phœnix de Sherbrooke i LHJMQ.
Lagacé blev aldrig NHL-draftad.